# Långtjärnen (Råneå socken, Norrbotten, 732157-180801)
Långtjärnen är en sjö i Bodens kommun i Norrbotten och ingår i Vitåns huvudavrinningsområde.